# Chambre des représentants du New Hampshire
167e législature
Capitole de l'État du New Hampshire, Concord
La Chambre des représentants du New Hampshire (en anglais: New Hampshire House of Representatives) est la Chambre basse de la General Court of New Hampshire et la législature d'État du New Hampshire.
Le New Hampshire a de loin le plus grand effectif de chambre basse de tous les États américains ; la deuxième plus grande, la Chambre des représentants de Pennsylvanie, ne compte que 203 membres.

## Fonctionnement
La Chambre des représentants du New Hampshire est composée de 400 membres qui sont élus pour deux ans au scrutin uninominal majoritaire à un tour dans 204 circonscriptions. Elle se réunit au Capitole de l'État du New Hampshire situé à Concord.

## Officiers de la Chambre
Situation au début de la législature 2020-2022
| Fonction              | Nom             | Parti       |
| --------------------- | --------------- | ----------- |
| Président par intérim | Sherman Packard | Républicain |
| Leader de la majorité | Jason Osborne   | Républicain |
| Leader de la minorité | Renny Cushing   | Démocrate   |

## Contrôle partisan de la Chambre
| Année de l'élection | Parti démocrate | Parti républicain | indépendants | observations |
| ------------------- | --------------- | ----------------- | ------------ | ------------ |
| 1992                | 136             | 258               | 6            |              |
| 1994                | 112             | 286               | 2            |              |
| 1996                | 143             | 255               | 2            |              |
| 1998                | 154             | 242               | 4            |              |
| 2000                | 140             | 256               | 4            |              |
| 2002                | 119             | 281               | 0            |              |
| 2004                | 148             | 252               | 0            |              |
| 2006                | 239             | 161               | 0            |              |
| 2008                | 224             | 176               | 0            |              |
| 2010                | 102             | 298               | 0            |              |
| 2012                | 221             | 179               | 0            |              |
| 2014                | 160             | 239               | 1            |              |
| 2016                | 173             | 227               | 0            |              |
| 2018                | 233             | 167               | 0            |              |
| 2020                | 187             | 213               | 0            |              |
| 2022                |                 |                   |              |              |